# Église Saint-Eugène de Saint-Eugène (Charente-Maritime)
L'église Saint-Eugène de Saint-Eugène est une église située à Saint-Eugène, dans le département français de la Charente-Maritime en région Nouvelle-Aquitaine.

## Historique
L'église est inscrite au titre des monuments historiques par arrêté du 27 février 1925.

## Galerie

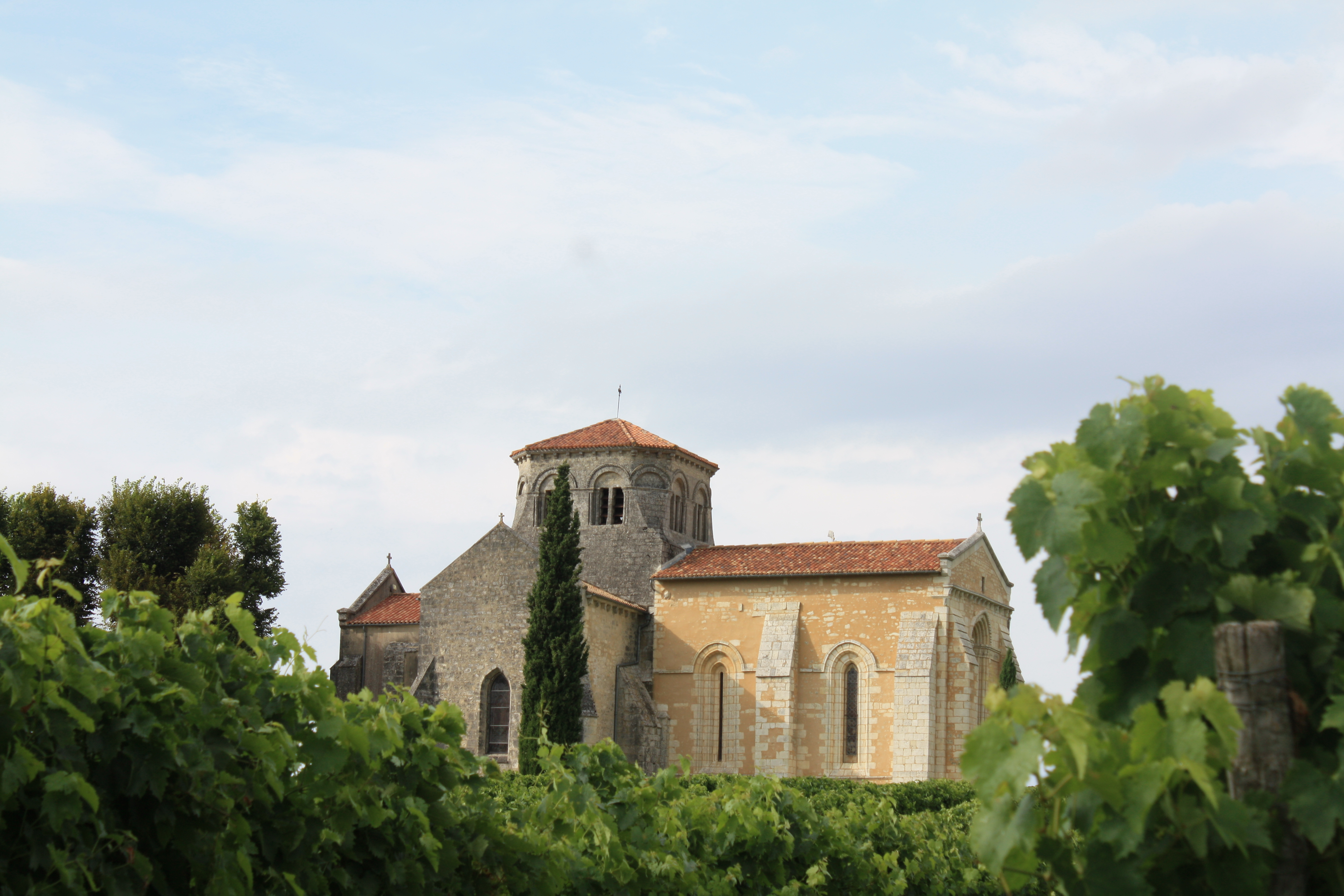
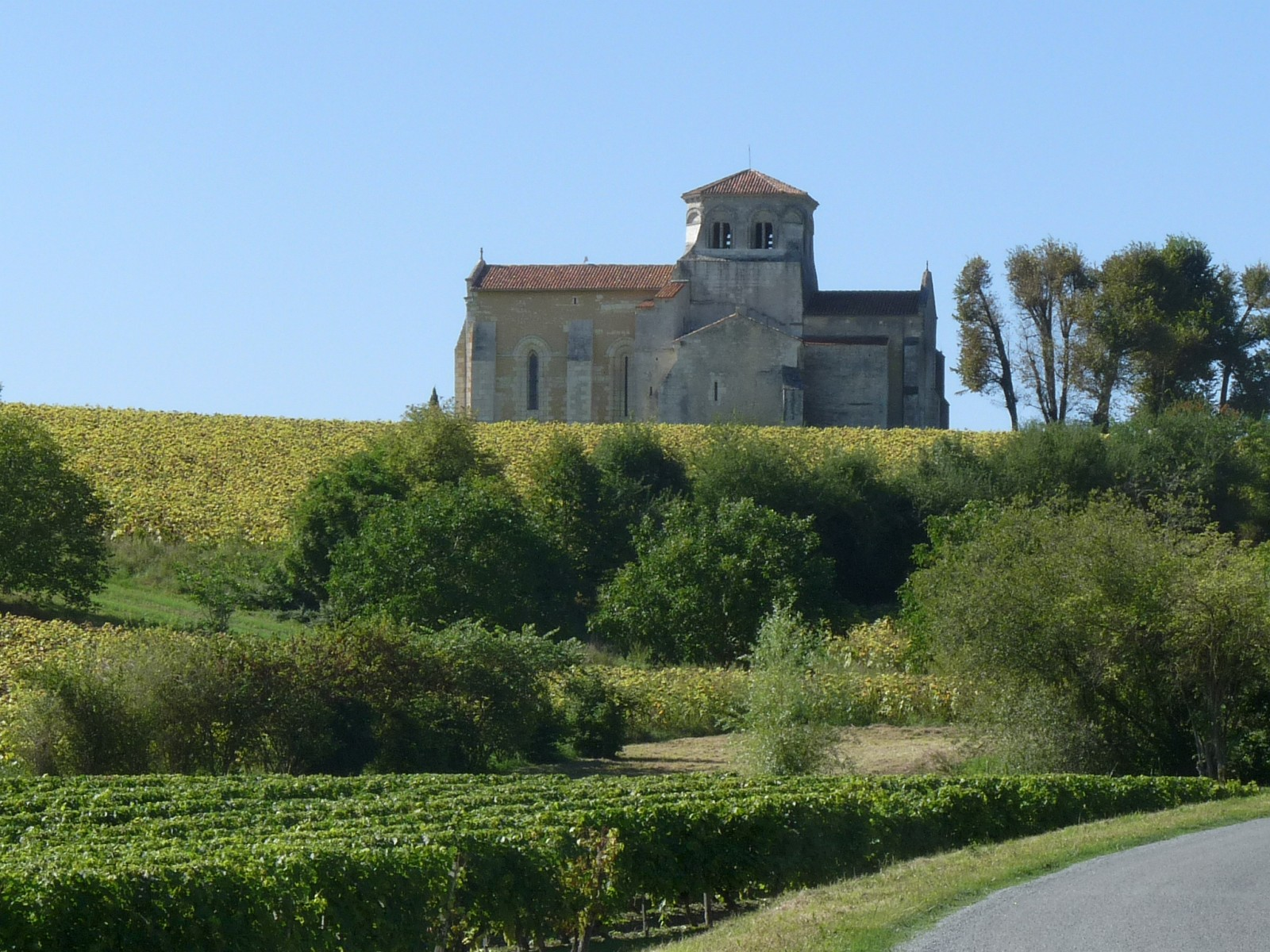
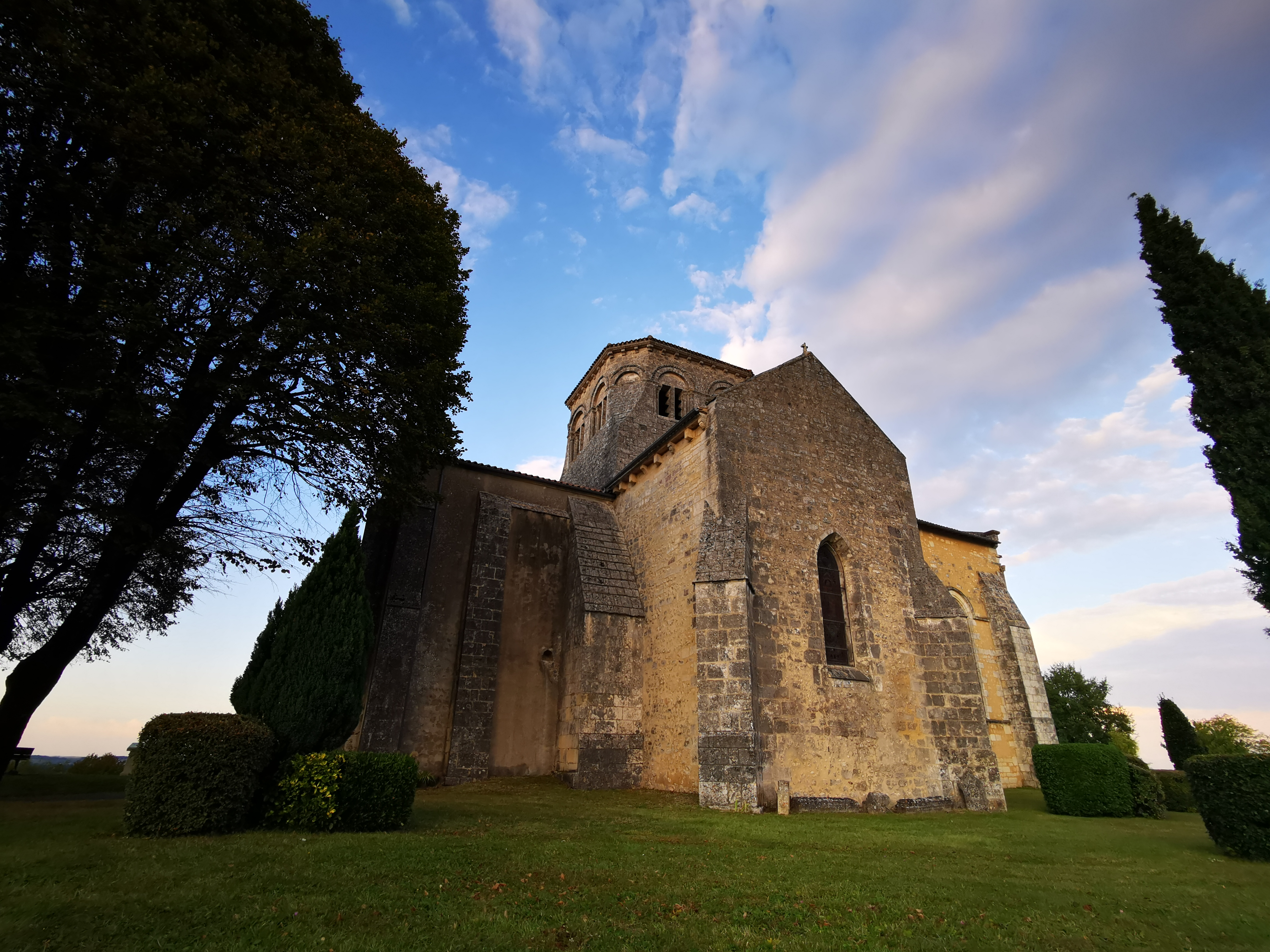
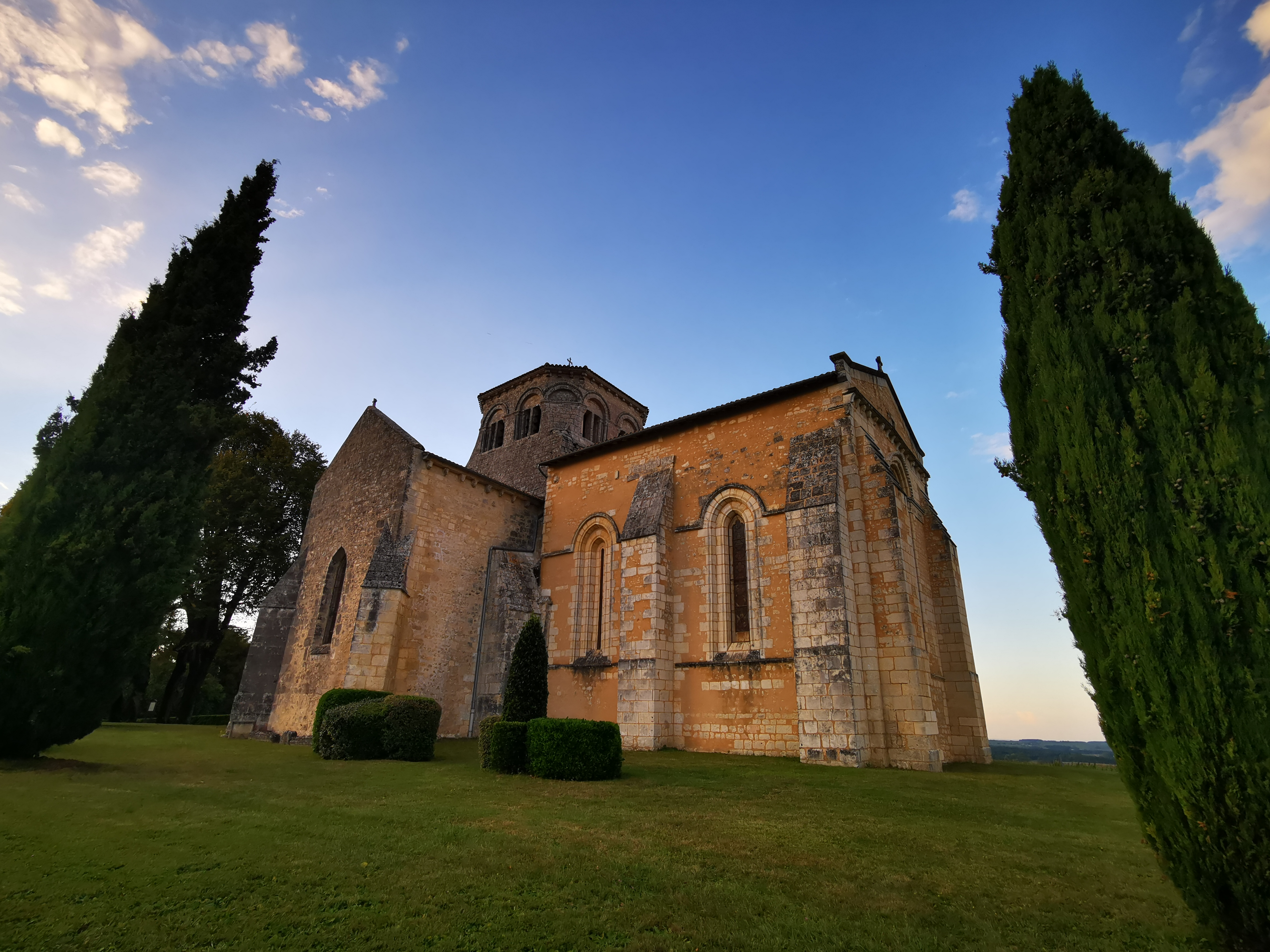
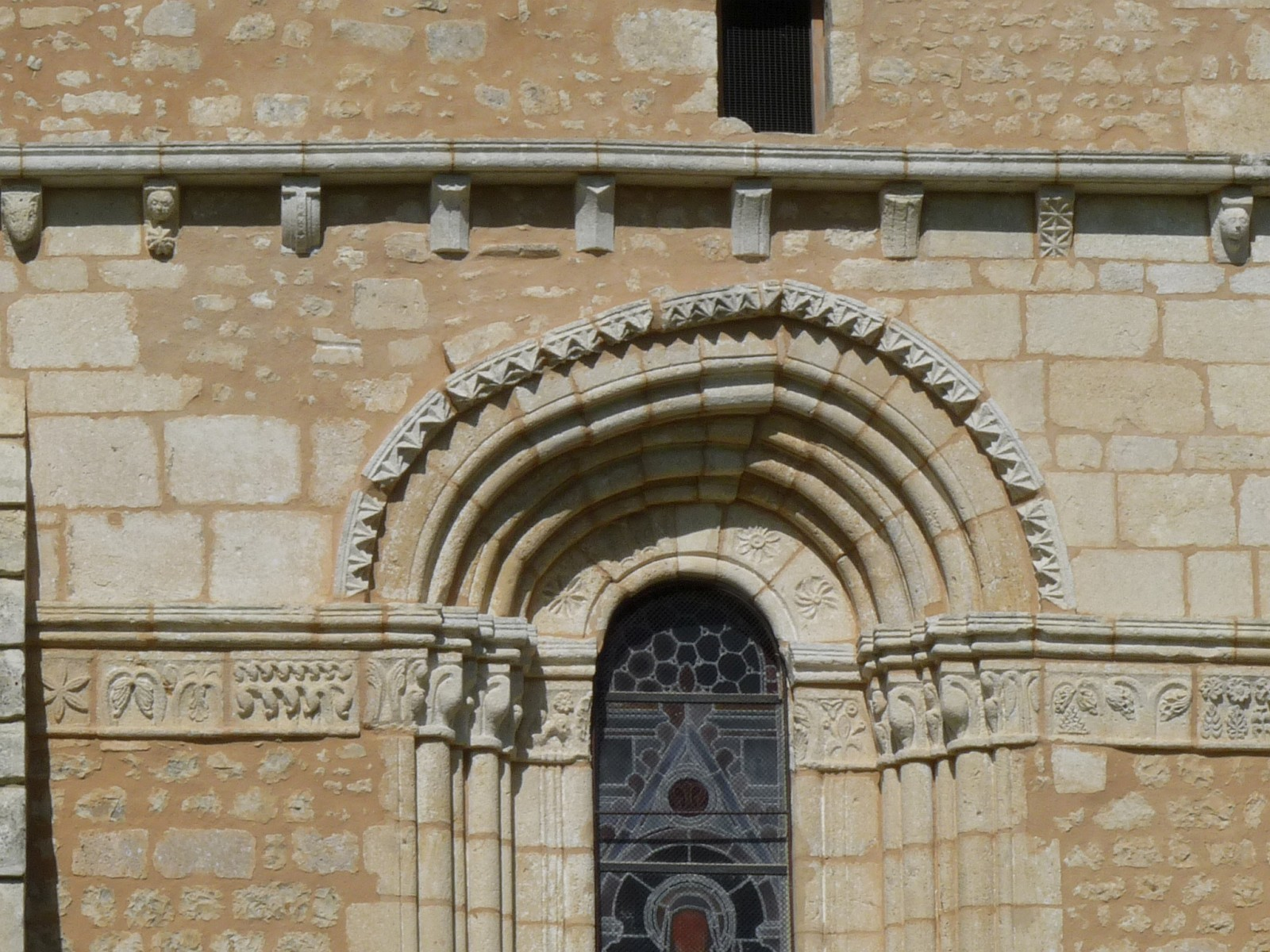
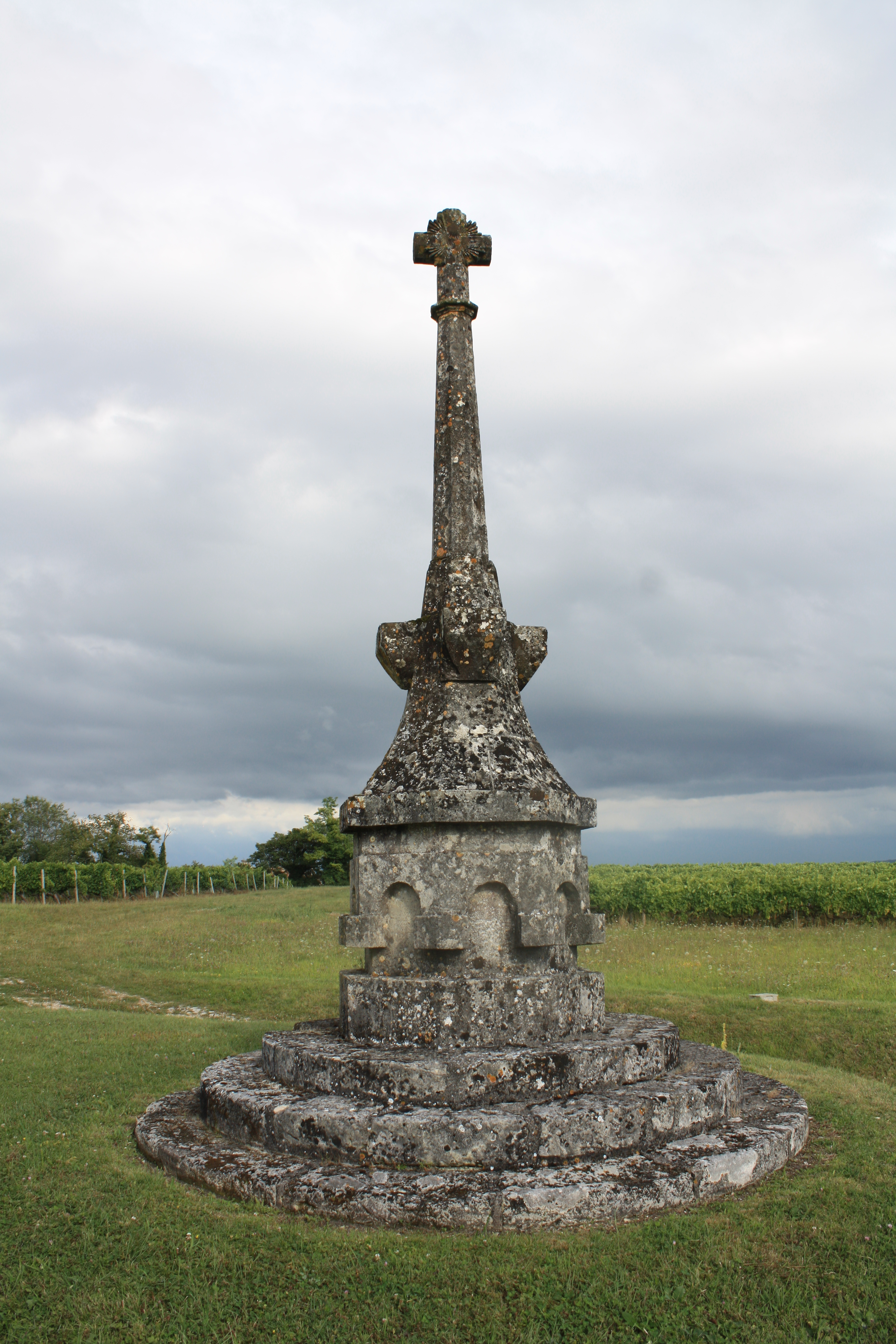